# Castello di Santo Stefano
Das Castello di Santo Stefano, auch Abbazia di Santo Stefano genannt, ist eine wichtige Küstenfestung außerhalb der Stadt Monopoli in der italienischen Region Apulien. Das gesamte Mittelalter hindurch war es eine wesentliche Komponente des komplexen und gegliederten Verteidigungssystems der Stadt.

## Geschichte
Die Festung, die 1086 auf Geheiß von Goffredo, Graf von Conversano, erbaut wurde, liegt auf einer Halbinsel zwischen zwei Buchten der Adria, die zwei kleine Naturhäfen bilden, d. h. den heutigen Strände von Santo Stefano und Ghiacciolo. Da es dort eine Süßwasserquelle gibt, siedelte sich dort ein Benediktinerkloster an; die Klosterbrüder gaben der Burg den Namen, da es dort eine Reliquie des Hl. Benedikt gab, die am 26. Dezember 1365 von Monopoli nach Putignano gebracht wurde, um sie gegen die fortwährenden Angriffe der Türken und der Piraten zu verteidigen.
Um das Ende des 13. Jahrhunderts beschlossen die Johanniter, die schon ein „Domus intra Moenia“ (dt.: Haus zwischen den Mauern) hatten, das als Hospital ausgebaut war, um die Reisenden ins Heilige Land umfangreicher kontrollieren zu können, in die Abtei umzuziehen, indem sie die alte Küstenfestung wiederbefestigten.
Sie schufen einen heute noch sichtbaren Burggraben und richteten die Buchten sowohl links als auch rechts der Klosterfestung zum Andocken von Schiffen her. In der Praxis wurde die Klosterfestung in der Zeit der Griechen oder des griechischen Orients ein notwendiger Halt für die Schiffsreisenden von Bari nach Brindisi. Zusätzlich zum Vorhandensein zweier Buchten zum Anlegen gab es die Möglichkeit, gleichzeitig mehrere Schiffe zu reparieren und sie mit allem auszustatten, was sie für die Reise ins Heilige Land brauchten. Das umliegende Gebiet wurde im 13. und 14. Jahrhundert in das Kapitel der Kathedrale von Monopoli integriert. Mit dieser freiwilligen Annexion gelangten die Abtei mit den Ländereien und der Burg als erste Stadt in Apulien unter die Verwaltung von Bourbon-Sizilien.
Heute gehört die Burg der Familie De Bellis.

Details der Burg, fotografiert von Paolo Monti 1970
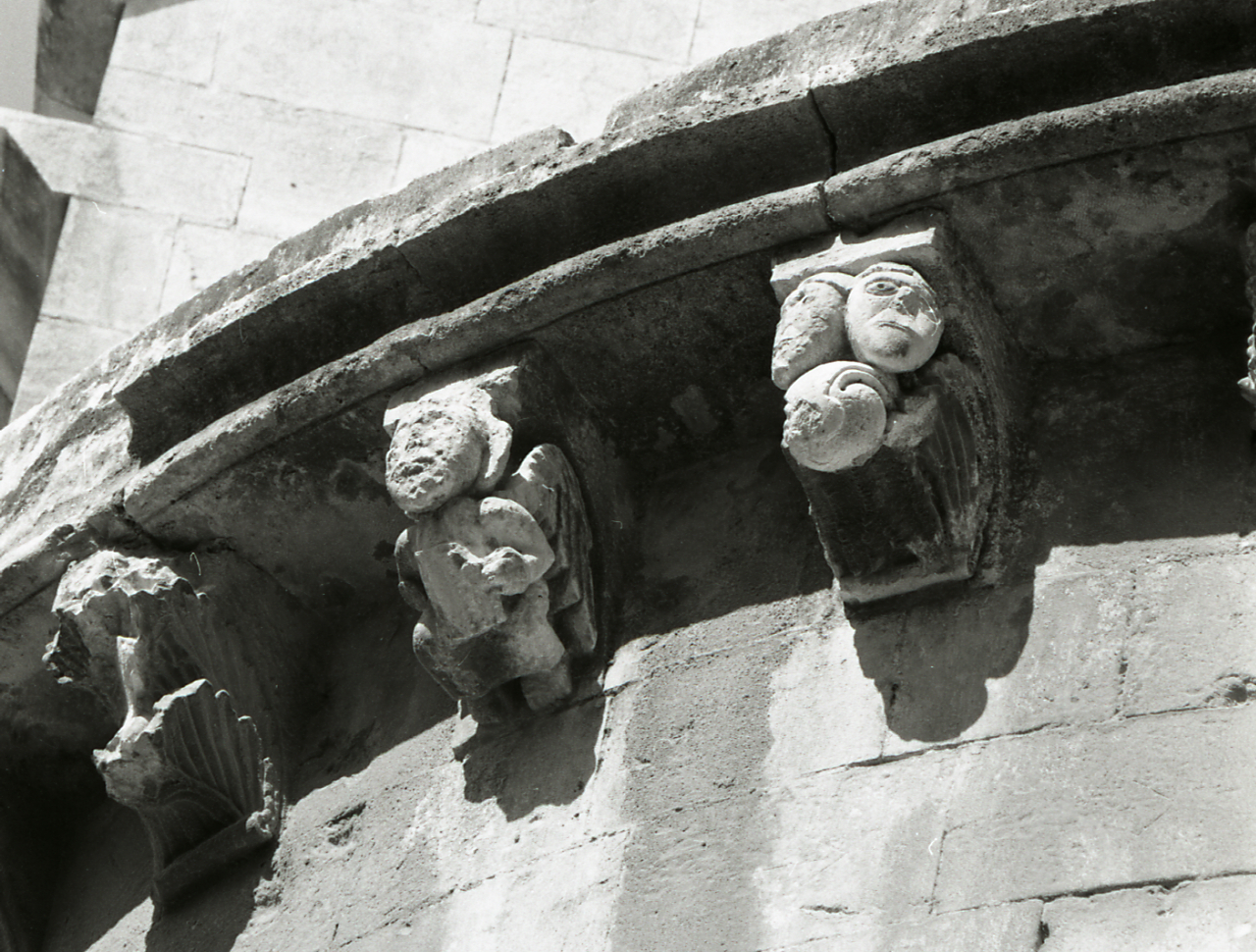
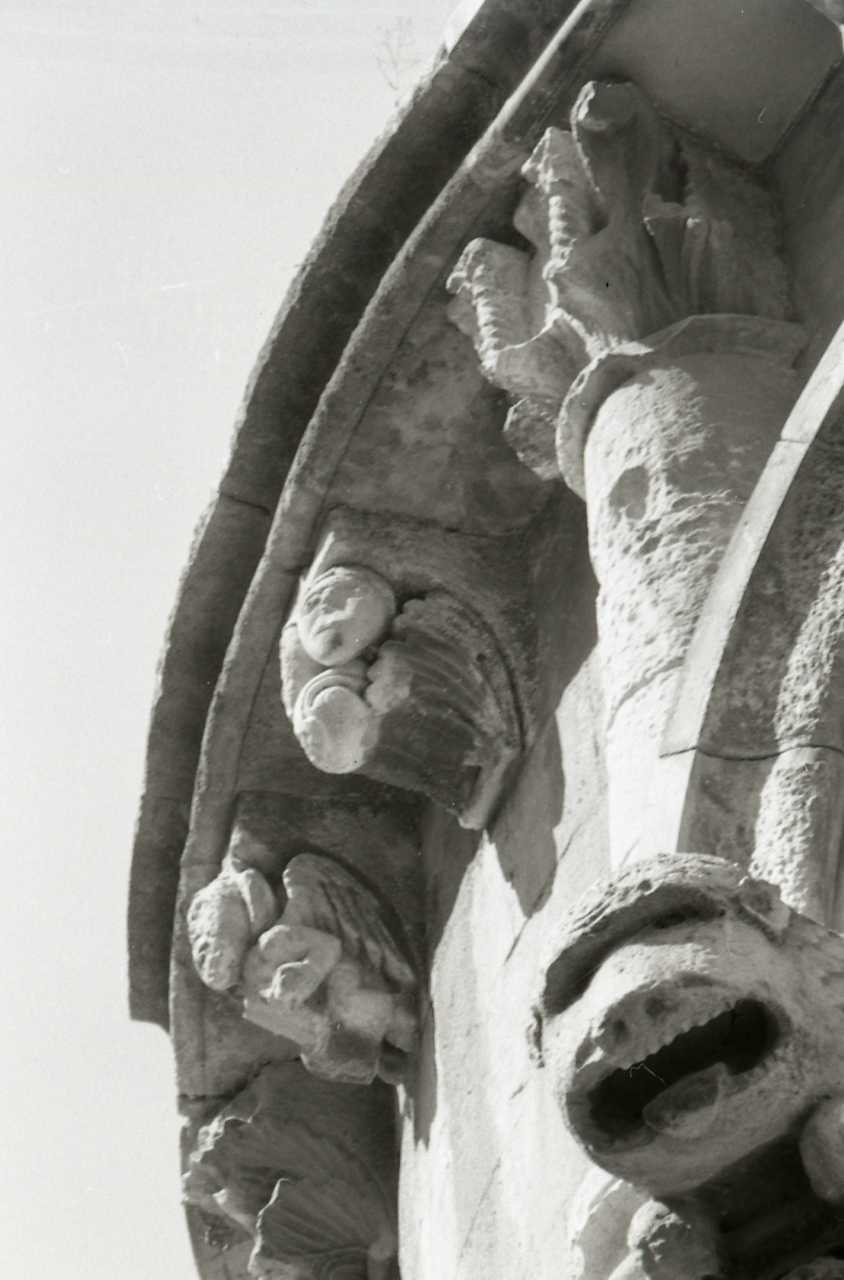